# 제이슨 밀러 (극작가)

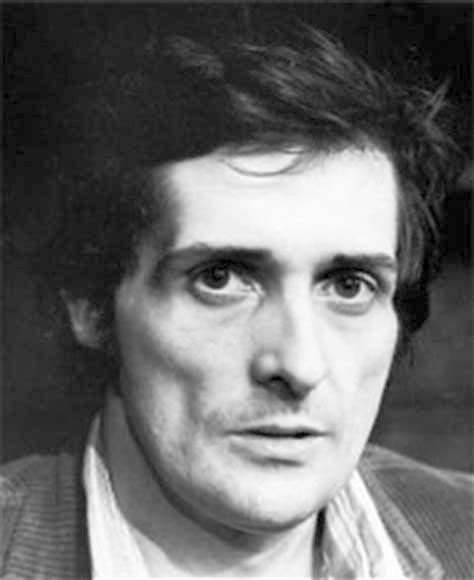

제이슨 밀러(Jason Miller, 본명: 존 앤서니 밀러 주니어, John Anthony Miller Jr., 1939년 4월 22일 ~ 2001년 5월 13일)는 미국의 극작가이자 배우이다.
뉴욕시티 퀸스에서 태어났다.

## 참여 작품
- 엑소시스트 (영화)
- 사랑의 록밴드
- 엑소시스트 3
- 루디 이야기
- 파인딩 홈